# 盧卡斯縣 (俄亥俄州)
盧卡斯縣（英語：Lucas County）是美国俄亥俄州西北部的一個縣，北鄰密西根州，東北隔休伦湖與加拿大安大略省相望，面積1,543平方公里。根據2020年美國人口普查，共有人口43萬1,279人。縣治托雷多。該縣成立於1835年6月20日，縣名紀念第十二任俄亥俄州州長羅伯特·盧卡斯。